# Перевальний (хребет)
Перевальний хребет — гірський хребет у Забайкальському краї Росії, у правобережжі верхів'я річки Чикой (притоку Селенги).
Загальна довжина хребта становить близько 100 км. Переважна висота - від 1900 до 2000 м. Найвищою вершиною є гора Кумильський Голець (2450 м), від якої на схід йде осьова лінія хребта. У західному напрямку від гори (до Чикоконського хребта) йде гірська перемичка, через яку проходить частина Світового вододілу між зазначеними Північним Льодовитим і Тихим океанами. На південному схилі хребта бере початок річка Бальджа, притока Онона.
У рельєфі хребта переважають високогір'я із сильним горизонтальним та вертикальним розчленуванням. Схили здебільшого круті, з курумами та скельними останцами. Основні типи ландшафту - гірська тайга, передгольцеве рідкісне колесо, гольці.